# Route nationale 103a
Die Route nationale 103A, kurz N 103A oder RN 103A, war von 1933 bis 1973 ein Seitenast der Nationalstraße 103, der von dieser südlich von Retournac abzweigte und über die Loire in den Ort führte. Es handelt sich dabei um eine alte Trasse der N 103. Die Nationalstraße wird heute als Departementsstraße 103A gekennzeichnet. Ihr Ende findet sich am Bahnhof der Strecke von Saint-Georges-d’Aurac bis Saint-Étienne-Châteaucreux, wo sie in die Departementstraße 9 übergeht.